# Drasteria albifasciata
Drasteria albifasciata là một loài bướm đêm trong họ Erebidae.